# 구갈중학교
구갈중학교(舊葛中學校)는 대한민국 경기도 용인시 기흥구 신갈동에 있는 공립 중학교이다.

## 학교 연혁
- 2000년 7월 10일 : 구갈중학교 신축교사 착공
- 2002년 1월 12일 : 구갈중학교 신축교사 준공
- 2002년 1월 19일 : 구갈중학교 30학급 설립 인가
- 2002년 3월 1일 : 초대 이석국 교장 취임
- 2002년 3월 4일 : 제1회 입학식(8학급 223명)
- 2002년 10월 23일 : 구갈중학교 개교식
- 2003년 2월 12일 : 제1회 졸업식(13명)
- 2010년 2월 10일 : 제8회 졸업식(8학급 306명, 총 1,712명)
- 2023년 9월 1일 : 제7대 조기주 교장 취임
- 2023년 12월 26일 : 제22회 졸업식 (8학급 229명)
- 2024년 3월 4일 : 제23회 입학식 (9학급 267명)

## 참고 자료
- 구갈중학교 - 한국교육학술정보원 학교알리미